# 安德烈·帕尔芒捷
安德烈·帕尔芒捷（法語：André Parmentier，1876年5月29日—1939年），法国男子射击运动员。他曾代表法国参加1908年和1920年夏季奥林匹克运动会射击比赛，共获得一枚银牌和一枚铜牌。